# Mbungu Ekofa
Mbungu Ekofa (Congo Belga, 24 de noviembre de 1948) es un exfutbolista de República Democrática del Congo que jugaba en la posición de delantero.

## Carrera

### Club
Jugó toda su carrera con el CS Imana de 1970 a 1981, con el que fue campeón nacional en dos ocasiones y ganó dos copas nacionales.

### Selección nacional
Jugó para Zaire en dos ocasiones de 1974 a 1976 y anotó un gol; participó en la copa Mundial de Fútbol de 1974 y ganó la Copa Africana de Naciones 1974.

## Logros

### Club
- Linafoot (2): 1974, 1978
- Copa de Zaire (2): 1974, 1978

### Selección nacional
- Copa Africana de Naciones (1): 1974